# 張妃 (孫和)
张妃（3世纪？—253年），东吴大帝孙权太子孙和的嫡妃，张承女，张昭孙女，诸葛恪外甥女。

## 生平
張妃的父亲张承的前妻去世时，张昭欲为其索诸葛瑾之女为后妻。張承因和诸葛瑾是好友且年龄只在其四岁以下，面露难色。后经孙权劝说，最终张承娶诸葛瑾之女为继室，生有張妃。張妃另有同母兄張震和一位同母姐妹，后嫁给陆抗。
孙权为三子孙和纳张氏为妃，又几次命令孙和为张承执行女婿的礼节。孙和本人也与妻家关系良好，曾蒙張妃的叔父張休的邀请去拜访他。
251年，孙和被封为南阳王，居长沙。孙亮即位，張妃曾派陳遷去向皇后上疏，顺便访问舅舅也就是当时执政的诸葛恪。诸葛恪对陳遷说：“为我转告張妃，我总有一天要让她胜过所有女子。”然而不久诸葛恪就被孫峻所杀。诸葛恪这一番话被视为有复立孫和的意图，辅政的孙峻和全公主孙鲁班就将孙和迁至新都郡，遣使赐死。孙和向張妃告别，張妃说：“无论是吉是凶，我都跟你一起度过，我一人是无法活下去的。”于是夫妇共同自杀。孙皓的生母何姬抚育孙皓和孙皓的三个弟弟成人。
孙皓即位后，尊母亲何姬为皇后、皇太后，但没有提及嫡母。
张夫人和孙和所生的幼子孙俊后被孙皓所害。还有一女，即孙皓之妹，以公主身份嫁给陆景。